# Edward Forbes
Edward Forbes, född 12 februari 1815 i Douglas på Isle of Man, död 18 november 1854, var en brittisk naturforskare, bror till David Forbes.
Forbes deltog 1841-43 i en expedition till Mindre Asien och blev då utnämnd till professor i botanik vid King's College London. År 1851 anställdes han som professor i naturhistoria vid bergsskolan i London och 1854 som professor i naturalhistoria vid Edinburghs universitet. 
Forbes var den förste som nyttjade thrawel-nätet och möjliggjorde därigenom en noggrannare kännedom om underhavsfaunans zoner. Genom arbeten rörande Storbritanniens flora och fauna samt geologi bidrog han till att grundlägga en ny vetenskap, zoogeologin.